# 港上镇 (邳州市)
港上镇是中国江苏省徐州市邳州市下辖的一个镇。

## 行政区划
港上镇下辖以下行政区：
港东村、港中村、港西村、北东村、北西村、齐村村、曹楼村、后小湖村、前湖村、王李庄村、半庄村、冯窑村、十房村、南楼村、大范村、窦场村、冯庄村、北荆邑村、南荆邑村、庄安村、石家村、卢庄村